# Réinventer la bande dessinée
Réinventer la bande dessinée (Reinventing Comics: How Imagination and Technology Are Revolutionizing an Art Form) est un essai sous forme de bande dessinée par l'auteur américain Scott McCloud, sorti en 2000. Il est la suite de L'Art invisible mais ne revient pas sur les mêmes thèmes que celui-ci. Scott McCloud le définit comme un « manifeste pour un changement radical ».

## Les douze révolutions
Le livre est basé sur 12 points, que Scott McCloud appelle « les douze révolutions ».
- 1- La bande dessinée comme littérature

Les bandes dessinées peuvent produire des œuvres dignes d'être étudiées et représentent de façon significative la vie, l'époque et la vision du monde de l'auteur.
- 2- La bande dessinée comme art

Les propriétés artistiques formelles de la bande dessinée peuvent être reconnues capables d'atteindre les mêmes sommets que des formes telles que la peinture ou la sculpture.
- 3- Droits d'auteurs

Les créateurs de bande dessinée doivent obtenir davantage de contrôle sur le destin de leurs créations et un juste intérêt financier dans celles-ci.
- 4- Innovation dans l'édition

La bande dessinée en tant que secteur économique peut être réinventée afin de mieux servir le producteur et le consommateur.
- 5- Perception du public

La perception qu'a le grand public de la bande dessinée pourrait être améliorée pour qu'il puisse au moins reconnaître le potentiel du média et apprécier un progrès quand il a lieu.
- 6- Intérêt institutionnel

Les institutions d'enseignement supérieur et la loi pourraient surmonter les préjugés populaires et traiter la bande dessinée objectivement.
- 7- Parité

Les bandes dessinées peuvent être destinées à d'autres qu'aux seuls garçons et être réalisées par d'autres que les seuls hommes.
- 8- Représentation des minorités

Les bandes dessinées peuvent être destinées à et réalisées par d'autres que les seuls mâles blancs de classe moyenne.
- 9- Diversité des genres

La bande dessinée est capable de traiter d'une grande variété de genres, pas seulement des fantasmes de puissance pour adolescents.
- 10- Production numérique

Créer des bandes dessinées avec des outils numériques.
- 11- Livraison numérique

La diffusion de la bande dessinée sous forme numérique.
- 12- BD numériques ou BDZ

L'évolution de la BD dans un environnement numérique.

### Documentation
- Olivier Maltret, « Démo pour le dire », BoDoï, no 51,‎ avril 2002, p. 17.